# Mank
Mank là một thị xã thuộc huyện Melk trong bang Niederösterreich.